# Уорд, Шейн
Шейн То́мас Уорд (англ. Shayne Thomas Ward; род. 16 октября 1984, Манчестер, Англия) — британский певец, получивший известность после победы во втором сезоне британского шоу The X Factor. Его альбомы и синглы попадали на первую строчку в чартах Великобритании и Ирландии.
Во время состязаний в The X Factor Уорд выступал под руководством Луиса Уолша. Будучи фаворитом букмекеров, он победил дуэт Journey South и певца Энди Абрахама в финале, показанном телеканалом ITV1, с перевесом голосов в 1,2 % из 10,8 миллионов голосов телезрителей (так как телепрограмму смотрело аудитория в 9,2 миллиона человек, то скорее всего некоторые зрители отдали голоса за нескольких финалистов).
Его первый сингл «That’s My Goal» вышел в Великобритании в среду 21 декабря 2005 года и стал рождественским синглом номер один в Великобритании. В первые дни было продано 313 000 копий композиции, что сделало её третьим синглом по количеству продаж за всё время (уступив лишь «Candle in the Wind» Элтона Джона и «Evergreen» Уилла Янга, которых в первые дни было продано 685 000 и 400 000 копий соответственно).
Уорд стал обсуждаемой фигурой в последние недели конкурса, когда выяснилось, что его отец Мартин в то время отбывал восьмилетнее тюремное заключение за изнасилование. Уорд признал преступление своего отца в последнем интервью с британской прессой и его популярность не изменялась.
Призом Уорда, как победителя, стал годовой контракт со звукозаписывающим лейблом Syco Саймона Ковелла, который является одним из собственников Sony Music Entertainment. Контракт оценивается в 1 млн фунтов стерлингов, из которых 150 000 даётся наличными, а остальное предназначается на звукозапись и маркетинг.

## Биография

### Ранние годы
Уорд родился в 1984 году в Клейтоне, в ирландской семье Мартина и Филомены. У него есть сестра-близнец Эмма и ещё пять братьев и сестёр: Марк, Мартин, Майкл, Лиза и Леона. Он является болельщиком Манчестер Юнайтед. В 2002 году он вошёл в тридцатку финалистов конкурса Popstars: The Rivals, телешоу, созданном группой Girls Aloud. До того, как принять участие в The X Factor, Уорд был членом группы с женщинами Трейси Мёрфи и Трейси Лили, выступая в пабах, клубах и на свадьбах. В настоящее время он живёт в Фиш-Айленде, Лондон.

## Туры
- The X Factor Live 2006 (with The X Factor 2005 Finalists)
- Shayne Ward Live 2007
- The Breathless Tour 2008

## Личная жизнь
3 декабря 2016 года у Уорда и его девушки актрисы Софи Остин родилась дочь Уиллоу Мэй Уорд.

## Дискография

### Альбомы
| Год  | Название                                                                             | Чарты | Чарты | Чарты | Чарты | Сертифицирован                                         |
| Год  | Название                                                                             | UK    | IRE   | SWE   | DEN   | Сертифицирован                                         |
| ---- | ------------------------------------------------------------------------------------ | ----- | ----- | ----- | ----- | ------------------------------------------------------ |
| 2006 | Shayne Ward - Вышел: 17 апреля 2006 - Лейбл: Syco - Форматы: CD, цифровое скачивание | 1     | 1     | 8     | —     | - Великобритания: платиновый - Ирландия: 4× платиновый |
| 2007 | Breathless - Вышел: 26 ноября 2007 - Лейбл: Syco - Форматы: CD, цифровое скачивание  | 2     | 1     | —     | 39    | - Великобритания: платиновый - Ирландия: 5× платиновый |
| 2010 | Obsession - Вышел: 15 ноября 2010 - Лейбл: Syco - Форматы: CD, цифровое скачивание   | 15    | 11    | —     | —     |                                                        |

### Синглы
| Год  | Сингл                    | Место в чарте | Место в чарте | Место в чарте | Место в чарте | Место в чарте | Альбом      |
| Год  | Сингл                    | UK            | DEN           | IRE           | NOR           | SWE           | Альбом      |
| ---- | ------------------------ | ------------- | ------------- | ------------- | ------------- | ------------- | ----------- |
| 2005 | «That’s My Goal»         | 1             | —             | 1             | —             | 58            | Shayne Ward |
| 2006 | «No Promises»            | 2             | —             | 1             | 13            | 4             | Shayne Ward |
| 2006 | «Stand By Me»            | 14            | —             | 9             | —             | —             | Shayne Ward |
| 2007 | «If That’s OK With You»1 | 2             | —             | 1             | —             | 45            | Breathless  |
| 2007 | «No U Hang Up»1          | 2             | 4             | 11            | —             | 38            | Breathless  |
| 2007 | «Breathless»             | 6             | —             | 6             | —             | —             | Breathless  |
| 2010 | «Gotta Be Somebody»      | 12            | —             | 10            | —             | —             | Obsession   |
| 2011 | «Obsession»              | —             | —             | —             | —             | —             | Obsession   |

- ↑  «If That’s OK with You» и «No U Hang Up» вышли стороной А диска в Великобритании, но в чарты попали раздельно.